# La Neuville-sur-Essonne
Aici a trait in ultimii ani ai vietii si este ingropat Sergiu Celibidache - alaturi de sotia sa, Ioana.

La Neuville-sur-Essonne este o comună în departamentul Loiret din centrul Franței. În 1 ianuarie 2022 avea o populație de 345 de locuitori.